# UClibc

µClibc, 系统调用 (system calls), Linux内核 / µClinux.

在计算术语中，uClibc 是一个面向嵌入式Linux系统的小型的C标准库。最初uClibc是为了支持uClinux而开发，这是一个不需要内存管理单元的Linux版本，因此适合于微控制器系统（uCs；此处"u"是代表"micro"的μ的罗马化）.
项目领导人是Erik Andersen.其他主要贡献者是Manuel Novoa III.许可证遵从GNU宽通用公共许可证。uClibc是自由软件。

## 特点
uClibc比一般用于Linux发行版的C库GNU C 函式庫 (glibc)要小得多，glibc目标是要支持最大范围的硬件和内核平台的所有C标准，而uClibc專注于嵌入式Linux。很多功能可以根据空间需求进行取舍。
uClibc运行于标准的以及无MMU的Linux系统上，支持i386，x86 64，ARM (big/little endian), AVR32，Blackfin，h8300，m68k，MIPS (big/little endian)，PowerPC，SuperH (big/little endian)，SPARC，和v850等处理器。

## 发展历史
uClibc的开发始于1999前后。 uClibc基本是从零开始开发的，但是集成了glibc和其他项目的代码。